# 730シィーシィーパーク

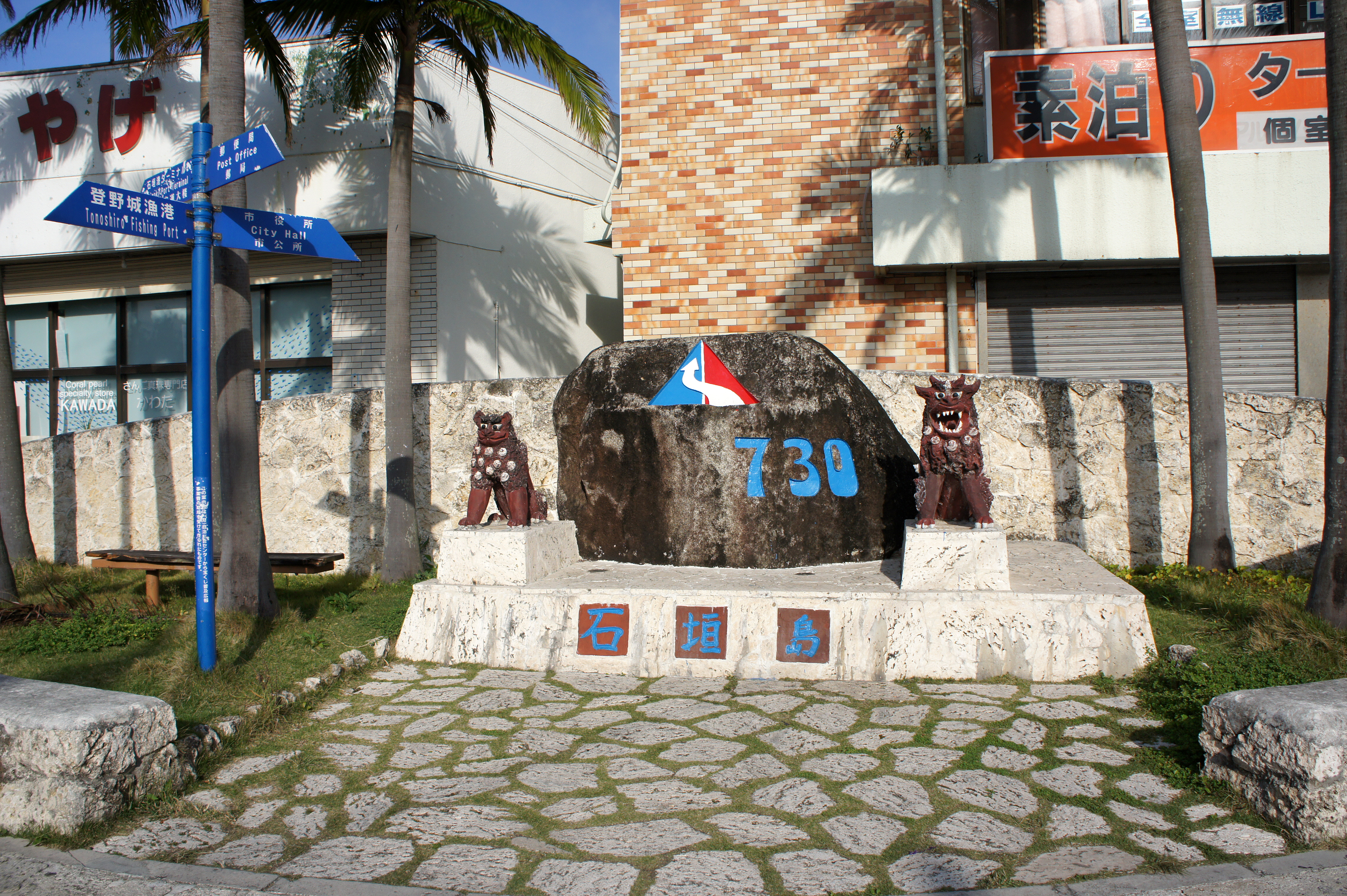
730記念碑

730シィーシィーパーク（ナナサンマルシィーシィーパーク）は、沖縄県石垣市にある公園。公園名の由来となっている730交差点は国道390号の起点となる交差点であり、日本の国道網における最西端にあたる。

## 概要
戦前の沖縄県は日本国内の他の地域と同じく自動車は左側通行であったが、沖縄戦終了直後の1945年6月24日に、沖縄を占領下に置いたアメリカ軍により右側通行に変更されていた。「730」の名称は、1972年の沖縄返還後、1978年7月30日をもって県内全域で日本本土同様の左側通行に戻したことに由来する。当時、沖縄には鉄道はなく純然たる車社会であったことから、7月30日は沖縄県民にとって忘れ得ぬ日付となっている。
当日は、6時に経過措置終了を知らせる消防署のサイレンと石垣港に停泊する船の汽笛が鳴らされ、県外からの応援71名を含む総勢164名の警察官および民間指導員が終日、本交差点を通過する自動車に左側通行を指導した。この際に大きな事故も無くスムーズに左側通行への移行が完了したことを祝して、一般国道網の西の最果てに位置する国道390号起点・730交差点に「730記念碑」が立てられた。この記念碑には、道路が右側通行から左側通行に切り替わることを示すマークと「730」の数字が入っている。2008年7月30日には30周年記念事業として、石碑一帯の両脇に一対のシーサーを設置して公園化し、新たに「730シィーシィーパーク」と命名された。「シィーシィー」は琉球語の八重山方言でシーサーのこと。
730交差点は石垣島内各地への出発点となる交通の要衝であり、交差点の一帯にはファミリーマート石垣730記念碑店をはじめ「730」を冠する店舗が数多く立地している。2017年4月17日には、商業施設「730COURT」が開業した。

### 周辺
- 730COURT
- ホテルグランビュー石垣
- 石垣港
- 石垣市役所
- 竹富町役場

## 交差道路

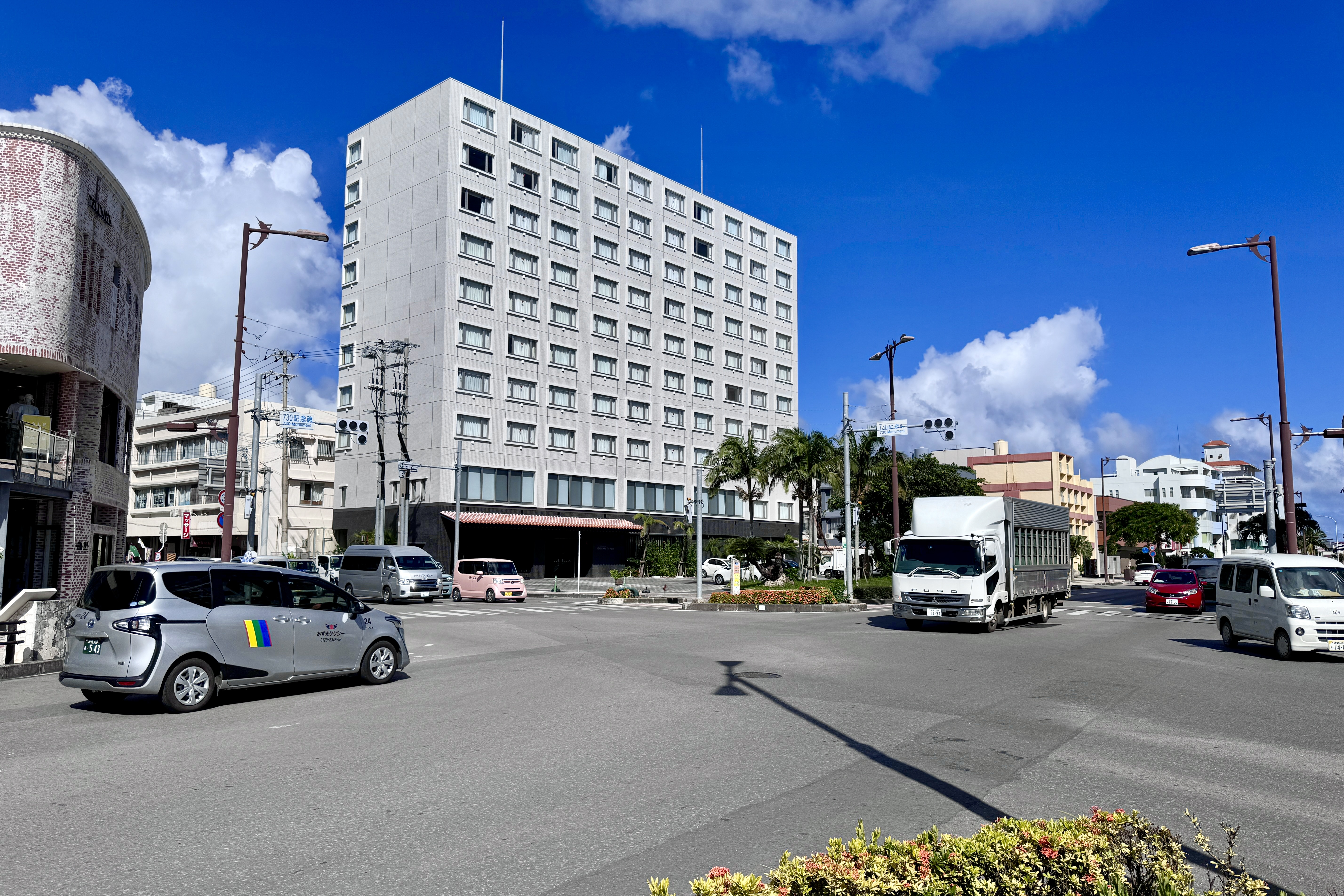
730交差点前

| 国道390号標識 | 沖縄県道79号標識 | 沖縄県道87号標識 |

- 国道390号
- 沖縄県道79号石垣港伊原間線
- 沖縄県道87号富野大川線